# Алън Парсънс Проджект
Алън Парсънс Проджект (на английски: The Alan Parsons Project) е британска рок група, активна между 1975 и 1990 година. Основана е от Ерик Улфсън – певец, автор на песни и пианист, и Алън Парсънс –  продуцент, аудио инженер, музикант и композитор. Двамата са придружавани от различни сесийни музиканти и някои сравнително постоянни сесийни изпълнители като китариста Йън Бернсън, аранжора Ендрю Пауъл, басиста и вокалиста Дейвид Пейтън, барабаниста Стюарт Елиът и вокалистите Лени Закатек и Крис Рейбоу. Считат се за класически представители на жанра „прогресив рок“ и „арт рок“.
Групата престава да съществува официално през 1990 година, но Ерик Улфсън и Алън Парсън продължават да издават самостоятелни албуми и да изнасят концерти. Те споделят авторските права на почти всички песни на проекта, като Парсънс е продуцент или съпродуцент на всички записи на групата.  
Имат 11 оригинални студийни албуми. Повечето от техните произведения са в стил прогресив рок, софт рок, поп рок или арт рок. Много от албумите им са концептуални по природа и се фокусират върху научната фантастика, свръхестествените, литературните и социологическите теми. Сред най-популярните песни на групата са "I Wouldn't Want to Be Like You", "Games People Play", "Time", "Sirius"/"Eye in the Sky" и "Don't Answer Me".

## Кариера

### 1974 – 1976: Формиране и дебют
Алън Парсънс се запознава с Ерик Улфсън в столовата на Студия „Аби Роуд“ в Лондон през лятото на 1974 г. Парсънс е асистент инженер на албумите на Бийтълс Abbey Road (1969) и Let It Be (1970), инженер на албума The Dark Side of the Moon (1973) на Пинк Флойд, и продуцира няколко акта за И Ем Ай Рекърдс. Улфсън – автор на песни и композитор, работи като сесиен пианист, докато композира материал за концептуален албум, базиран на творчеството на Едгар Алън По.
Идеята на Улфсън е да е мениджър на Алън и да помогне на вече успешната му продуцентска кариера. Това е началото на техните дългогодишни приятелски и бизнес отношения. Той ръководи кариерата на Парсънс като продуцент и инженер чрез поредица от успехи, включително Пайлът, Стив Харли, Кокни Ребъл, Джон Майлс, Ал Стюарт, Амброзия и Холис. Улфсън излиза с идеята да направи албум, базиран на развитието във филмовата индустрия — фокусът на промоцията на филмите се измества от филмовите звезди към режисьори като Алфред Хичкок и Стенли Кубрик. Ако филмовата индустрия се превръща в медия на режисьора, Улфсън смята, че музикалният бизнес може да се превърне в медия на продуцента.
Припомняйки си по-ранния си материал за Едгар Алън По, Улфсън вижда начин да комбинира своя талант и таланта на Парсънс. Парсънс продуцира и е инженер на песни, написани и композирани от двамата, и така започва първият Алън Парсънс Проджект. Първият им албум – Tales of Mystery and Imagination (1976), издаден от Туентиът Сенчъри Фокс Рекърдс и включващ основен принос на всички членове на Пайлът и Амброзия, се радва на успех, достигайки Топ 40 в класацията Билборд 200 на САЩ. Песента "The Raven" („Гарванът“) включва като основен вокалист актьора Ленърд Уайтинг. Според ремастерираните бележки от обложката на албума от 2007 г. това е първата рок песен, която използва вокодер, като Алън Парсънс произнася текстовете през него, въпреки че други като Брус Хаак са пионери в тази област през предходното десетилетие.

### 1977 – 1990: Комерсиален успех и край
Артиста Рекърдс подписват с Алън Парсънс Проджект за следващите им албуми. През края на 70-те и началото на 80-те години популярността им продължава да расте. Въпреки това те са по-популярни в Северна Америка, Иберо-Америка и Континентална Европа, отколкото във Великобритания, като никога не достигат британски Топ 40 сингъл или Топ 20 албум. Синглите "I Wouldn't Want to Be Like You", "Games People Play", "Damned If I Do", "Time" (първият сингъл с главния вокал на Улфсън) и "Eye in the Sky" имат забележителен въздействие върху Билборд Хот 100. "Don't Answer Me" става последният успешен сингъл на проекта в Съединените щати; достига Топ 15 в американските класации през 1984 г.
След тези успехи обаче имат по-малко хитови сингли и намаляващи продажби на албуми. Албумът Gaudi от 1987 г. е последният на АПП, въпреки че е планирано да запише следващ албум, наречен Freudiana (1990).

#### МюзикълътFreudiana
Въпреки че студийната версия на Freudiana е продуцирана от Парсънс (и включва редовните музиканти от сесията на АПП, което го прави „неофициален“ техен албум), идеята на Улфсън е основно да го превърне в мюзикъл. Докато Парсънс преследва собствената си солова кариера и води много сесийни изпълнители АПП на път за първи път в успешно световно турне, Улфсън продължава да продуцира музикални пиеси, повлияни от музиката на АПП. Freudiana, Gaudi и Gambler са три мюзикъла, включващи някои песни от проекта като „Eye in the Sky“, „Time“, „Inside Looking Out“ и „Limelight“. Музиката на живо от Gambler е разпространена само на мястото на представлението в Мьонхенгладбах, Германия.

#### The Sicilian Defence
През 1979 г. Парсънс, Улфсън и техният звукозаписен лейбъл Ариста Рекърдс са в застой в предоговарянето на договора, когато двамата представят изцяло инструментален албум, условно озаглавен The Sicilian Defense („Сицилианската защита“), кръстен на агресивен начален ход в шаха, вероятно за да излязат от звукозаписния си договор. Отказът на лейбъла да издаде албума има два известни ефекта: преговорите водят до подновен договор и албумът не е издаден по това време.
В интервюта, които дава преди смъртта си през 2009 г., Улфсън казва, че планира да издаде една песен от албума „Sicilian“, която през 2008 г. се появи като бонус песен в повторното издание на CD на албума Eve („Ева“). Малко по-късно, след като мести оригиналните касети, Парсънс неохотно се съгласява да издаде албума и обявява, че той най-накрая ще бъде издаден в предстоящия бокс сет на АПП, наречен The Complete Albums Collection през 2014 г., за първи път като бонус диск.

## Солова кариера на Парсънс и Улфсън
Алън Парсънс пуска заглавия под свое име: албумите Try Anything Once (1993), On Air (1996), The Time Machine (1999), A Valid Path (2004) и The Secret (2019). Междувременно Улфсън прави концептуални албуми: Freudiana (1990) за работата на Зигмунд Фройд върху психологията и Poe: More Tales of Mystery and Imagination (2003), който продължава от първия албум на АПП за литературата на Едгар Алън По.
Tales of Mystery and Imagination (1976) е ремиксиран през 1987 г. за издаване на CD и включва разказ на Орсън Уелс, записан през 1975 г., но доставен твърде късно, за да бъде включен в оригиналния албум. За изданието на луксозното издание от 2007 г. части от тази лента са използвани за представянето на оригиналния албум в Грифит Парк Планетариум през 1976 г., ремикса от 1987 г. и различни радио спотове. Всичките са включени като бонус материал.

## Звучене
Звученето на групата е описан като прогресив рок,  арт рок,  прогресив поп, и софт рок. "Sirius" е тяхната най-известна и най-често слушаната от всички песни на Парсънс/Улфсън. Използван е като въвеждаща музика от различни американски спортни отбори, особено от Чикаго Булс по време на тяхната доминация в НБА през 90-те години. Използвана е и като входна тема за Рики Стиймбоут в професионалния кеч от средата на 80-те години. В допълнение, "Sirius" се изпълнява в различни телевизионни предавания и филми, включително в сериала на Би Би Си Record Breakers, в епизода "Vanishing Act" на „Приключенията на Джими Неутрон: Момчето гений“ и във филма от 2009 г. „Облачно с кюфтета“.
Вокалните задължения са споделени от гостите за допълване на всяка песен. В по-късните години Улфсън има водеща роля в много от хитовете на групата, включително "Time", "Eye in the Sky" и "Don't Answer Me". Звукозаписната компания притиска Парсънс да използва Улфсън повече, но Парсънс предпочита да използва опитни певци: Улфсън признава, че не е в тази категория. В допълнение към Улфсън редовно участват вокалистите Крис Рейбоу, Лени Закатек, Джон Майлс, Дейвид Пейтън и Колин Блънстън. Други певци, като Артър Браун, Стив Харли, Гари Брукър, Дейв Тери, известен още като Елмър Гантри, Джоф Барадейл от Вайтъмин З и Дийн Форд от Мармълейд, записани само веднъж или два пъти с АПП. Парсънс изпява водеща роля в една песен („The Raven“) чрез вокодер и бек в няколко други, включително „To One in Paradise“. И двете песни се появяват в албума Tales of Mystery and Imagination (1976). Парсънс също пее известна контра мелодия на „Time“.
Разнообразие от сесийни музиканти работят редовно с АПП, допринасяйки за разпознаваемия стил на песента въпреки разнообразния певчески състав. С Парсънс и Улфсън студийната група се състои от групата Пайлът, с Йън Бейрнсън (китара), Дейвид Пейтън (бас) и Стюарт Тош (барабани). Допринася и клавиристът на Пайлът Били Лайл. От албума Pyramid (1978) нататък Тош е заменен от Стюарт Елиът от Кокни Ребъл. Бейрнсън свири във всички албуми, а Пейтън остава почти до края. Андрю Пауъл се появява като аранжор на оркестър (и често на хорове) във всички албуми с изключение на Vulture Culture (1985); той композира музиката към филма на Ричард Донър „Жената ястреб“ (1985). Този резултат е отчасти в стила на АПП, записан от повечето редовни посетители на АПП и продуциран и проектиран от Парсънс. Пауъл композира материал за първите два албума на АПП. За Vulture Culture и по-късно Ричард Котъл свири като редовен сътрудник на синтезатори и саксофон.
АПП свирят на живо само веднъж под това име по време на първоначалното си въплъщение, тъй като Улфсън и Парсънс изпълняват ролите на сценарист и на продуцент и поради техническите трудности при възпроизвеждането на сцената на сложните инструменти, използвани в студиото. През 90-те години музикалното производство се развива с технологията на цифровите семпли. Единственият случай, в който групата е представена като „Алън Парънс Проджект“ в изпълнение на живо, е на The Night of the Proms през октомври 1990 г. В концертите участват всичките редови членове на АПП с изключение на Улфсън, присъстващ зад кулисите, докато Парсънс остава на миксера с изключение на последната песен, когато свири на акустична китара.
От 1993 г. Алън Парсънс продължава да изпълнява на живо като Алън Парсънс Лайв Проджект, за да се различава от Алън Парсънс Проджект. Настоящият състав се състои от вокалиста Пи Джей Олсън, китариста Джефри Колман, барабаниста Дани Томсън, кийбордиста Том Брукс, бас китариста Гай Ерез, вокалиста и саксофониста Тод Купър и китариста и вокалиста Дан Трейси. През 2013 г. Алън Парсънс Лайв Проджект изпълняват в Колумбия с пълен хор и оркестър (Меделинската филхармония) като „Алън Парсънс Симфоник Проджект“. Комплект от 2 концертни CD и DVD версия на този концерт са издадени през май 2016 г.

## Дискография

### Студийни албуми
- Tales of Mystery and Imagination (1976)
- I Robot (1977)
- Pyramid (1978)
- Eve (1979)
- The Turn of a Friendly Card (1980)
- Eye in the Sky (1982)
- Ammonia Avenue (1984)
- Vulture Culture (1984)
- Stereotomy (1985)
- Gaudi (1987)
- Freudiana (1990)
- The Sicilian Defence (2014, записан 1979)

### Сборни албуми
- The Best of the Alan Parsons Project (1983)
- The Best of the Alan Parsons Project, Vol. 2 (1987)
- The Instrumental Works (1988)
- Pop Classics (1989)
- Anthology (1991)
- The Best of the Alan Parsons Project (1992)
- The Ultimate Collection (1992)
- The Definitive Collection (1997)
- Gold Collection (1998)
- Love Songs (2002)
- The Best of the Alan Parsons Project (2002)
- Platinum & Gold Collection (2003)
- Ultimate (2004)
- Extended Versions: The Encore Collection (2004)
- The Dutch Collection (2006)
- The Essential (2007)
- The Collection (2010)
- Greatest Hits (2015)

## Музикални видеоклипове
- "I Wouldn't Want to Be Like You" (1977)
- "What Goes Up" (1978)
- "Lucifer" (1979)
- "Turn Of A Friendly Card" (1980)
- "Games People Play" (1980)
- "Time" (1980)
- "The Gold Bug" (1981)
- "Psychobabble" (1982)
- "Don't Answer Me" (1984)
- "Prime Time" (1984)
- "Sirius/Eye In The Sky" (видеоклипове от Nineteen Eighty-Four) (1984)
- "Let's Talk About Me" (1985)
- "Stereotomy" (1986)
- "Standing on Higher Ground" (1987)
- "Freudiana" (1990)